# Eva Ekeblad
Eva Ekeblad (Estocolm (Suècia), 10 de juliol de 1724-15 de maig de 1786), nascuda Eva De la Gardie, va ser una agrònoma, científica, amfitriona de salons literaris i comtessa sueca. El seu descobriment més conegut va ser l'obtenció de farina i alcohol a partir de patates, el 1746. Va ser la primera dona membre de la Reial Acadèmia de les Ciències de Suècia (1748).

## Història i vida privada
Eva De la Gardie era filla de Hedvig Catharina Liljel, amfitriona de salons literaris i aficionada a la política i de Magnus Julius De la Gardie (1668-1741) comte estadista. Va tenir un germà, el capità Carl Julius de la Gardie i una germana, Hedvig Catharina De la Gardie. El seu germà va ser l'espòs de la famosa Cathérine Charlotte De la Gardie i cunyat de Hedvig Taube.
Es va casar als setze anys (1740) amb el comte estadista Claes Claesson Ekeblad i la parella va tenir set fills (un nen i sis nenes): Claes Julius (1742-1808), Hedvig Catharina (1746-1812), Eva Magdalena (1747-1824), Beata Charlotta (1748-1771), Agneta Sofia (1750-1824), Ebba Maria (1752-1839) i Brita Lovisa (1754-1755). Residien a Estocolm, tenien una hisenda en Västergötland i pertanyien als cercles més alts de la noblesa sueca. Eva Ekeblad era famosa per a la seva caritat als pobres.
El seu espòs solia estar absent i Eva era responsable del maneig de la hisenda i supervisava als administradors de les assemblees rurals de Mariedal i Stola Manor. A Estocolm era amfitriona d'un saló cultural i va ser descripta com "una de les poques dames aristocràtiques considerades immaculades". Els primers concerts de la música de missa de Johan Helmich Roman van ser duts a terme en el seu saló en el palau Ekeblad.

## Activitat científica
Ekeblad va descobrir com fer farina i alcohol usant papes. Va començar llavors a conrear plantes de papa, que havien estat introduïdes a Suècia en 1658 però fins llavors solament es conreaven en hivernacles de l'aristocràcia. Això va millorar àmpliament els hàbits alimentosos i va reduir les fams. Prèviament, l'alcohol s'havia obtingut de blat, sègol i ordi. Aquests van poder ser llavors destinats a la fabricació de pa.
També va descobrir un mètode per tenyir cotó tèxtil i llana utilitzant sabó (1751) i va descobrir com reemplaçar els perillosos ingredients dels cosmètics de l'època fent pols derivada de les patates (1752). Es diu que promocionava l'ús de la patatata utilitzant-ne flors de la planta com a guarniment per al cabell.
Eva va escriure a la Reial Acadèmia de les Ciències de Suècia sobre el seu primer descobriment en 1746. En 1748, es va convertir en la primera dona a ser elegida membre de l'Acadèmia, encara que mai va participar de cap de les seves reunions. Després de 1751, l'Acadèmia la va nomenar membre honorari en comptes de membre complet, ja que els seus estatuts només permetien que en fossin membres els homes. Cap altra dona hi va ser admesa fins al segle xx.